# Noordelijk Heilsleger

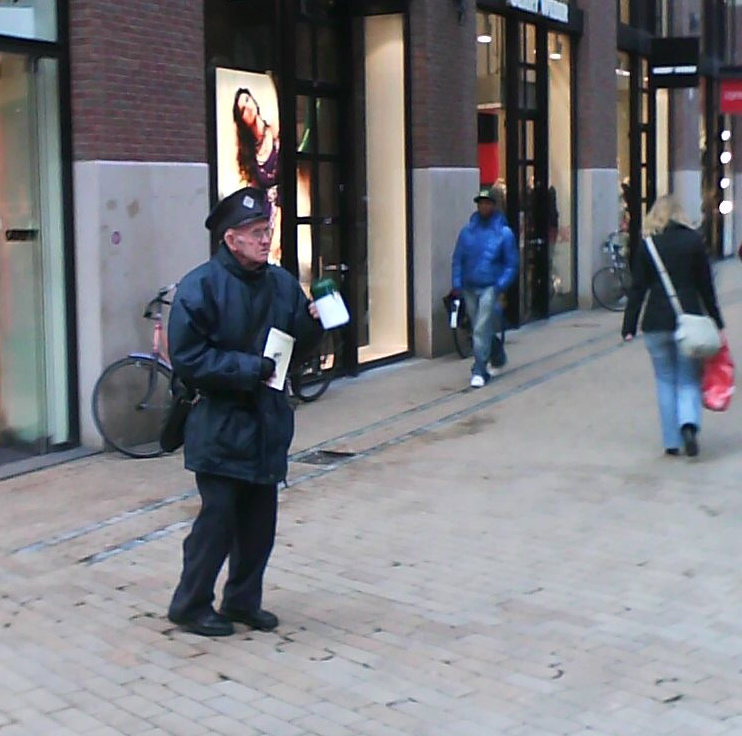
Sergeant Wildeman, het gezicht van het Noordelijk Heilsleger

Het Noordelijk Heilsleger is de voortzetting van het Nederlandsch Leger des Heils nadat laatstgenoemde op 30 maart 2003 door vergrijzing moest stoppen. Het Noordelijk Heilsleger is actief in de provincies Groningen, Friesland en Drenthe. Het steunt mensen die in financiële problemen zijn geraakt (voornamelijk in de vorm van crisishulp), organiseert kerkdiensten en, heeft een gospelkoor, een Open Huis, en een maatschappelijke Help-Desk.
Het bekendste gezicht van het Noordelijk Heilsleger was Sergeant Wildeman, die ruim 40 jaar in Groningen voor het Noordelijk Heilsleger collecteerde en daardoor een bekende verschijning in Groningen geworden is.